# William Leggo
William Augustus Leggo (25. ledna 1830, Québec, Kanada – 21. července 1915, Lachute, Kanada) byl kanadský vynálezce, tiskař a podnikatel.

## Život a dílo
William Leggo se narodil roku 1830 v Québecu v rodině německého přistěhovalce, který se vyučil tiskařem a rytcem v Mnichově. William se nejprve učil ryteckému řemeslu u svého otce a pak pokračoval v učení v Montrealu a Bostonu. Po návratu do Québecu pracoval jako rytec se svými bratry Thomasem, Edwardem a Henrym v rodinném podniku. V roce 1863 založil William Leggo tiskárnu s dalšími dvěma společníky, z nichž jeden byl otcem George-Édouarda Desbaratse, který se stal po smrti svého otce Leggovým partnerem.
Roku 1865 obdrželi Leggo a Desbarats patent na leggotypii – novou technologii fotomechanické reprodukce, kterou Leggo vynalezl a Desbarats financoval její vývoj. Roku 1869 získal Leggo patent na zdokonalenou verzi této techniky, kterou Desbarats použil pro reprodukci fotografií ve svém nově založeném týdeníku Canadian Illustrated News. Poprvé v historii tak byla uplatněna technika polotónového tisku pro reprodukci fotografií.
Protože kanadský trh byl malý a nemohl pokrýt vysoké náklady tisku, založili Desbarats a Leggo roku 1873 v New Yorku s podporou dalších Kanaďanů New York Daily Graphic, první deník na světě s fotografickými reprodukcemi. Vzhledem k vysokým nákladům na tisk nebyl deník ziskový. Desbarats podnik opustil a vrátil se do Montrealu. Leggo zůstal v New Yorku a pokračoval ve vydávání deníku. Zároveň se věnoval dalšímu výzkumu ve spolupráci se Stephenem H. Horganem. Leggo se vrátil do Montrealu v roce 1879.
William Leggo získal patenty v dalších oborech. Byl autorem projektu řiditelné vzducholodi a zdokonalil dálkový přenos zpráv telegrafem.